# Eunoumeana maoriata
Eunoumeana maoriata är en fjärilsart som beskrevs av Felder 1874. Eunoumeana maoriata ingår i släktet Eunoumeana och familjen mätare. Inga underarter finns listade i Catalogue of Life.